# Route de la Ferme
 (décembre 2023).
Si vous disposez d'ouvrages ou d'articles de référence ou si vous connaissez des sites web de qualité traitant du thème abordé ici, merci de compléter l'article en donnant les références utiles à sa vérifiabilité et en les liant à la section « Notes et références ».
La route de la Ferme est une voie située dans le 12e arrondissement de Paris, en France.

## Situation et accès
Cette voie de circulation commence son tracé dans l'axe de la route de la Tourelle, au croisement avec la route du Pesage. Continuant vers l'est, elle marque le début de la route du Fort-de-Gravelle, croise la route de la Pyramide et se termine au carrefour de Beauté, dans l'axe de l'avenue de Joinville à Nogent-sur-Marne.

## Origine du nom

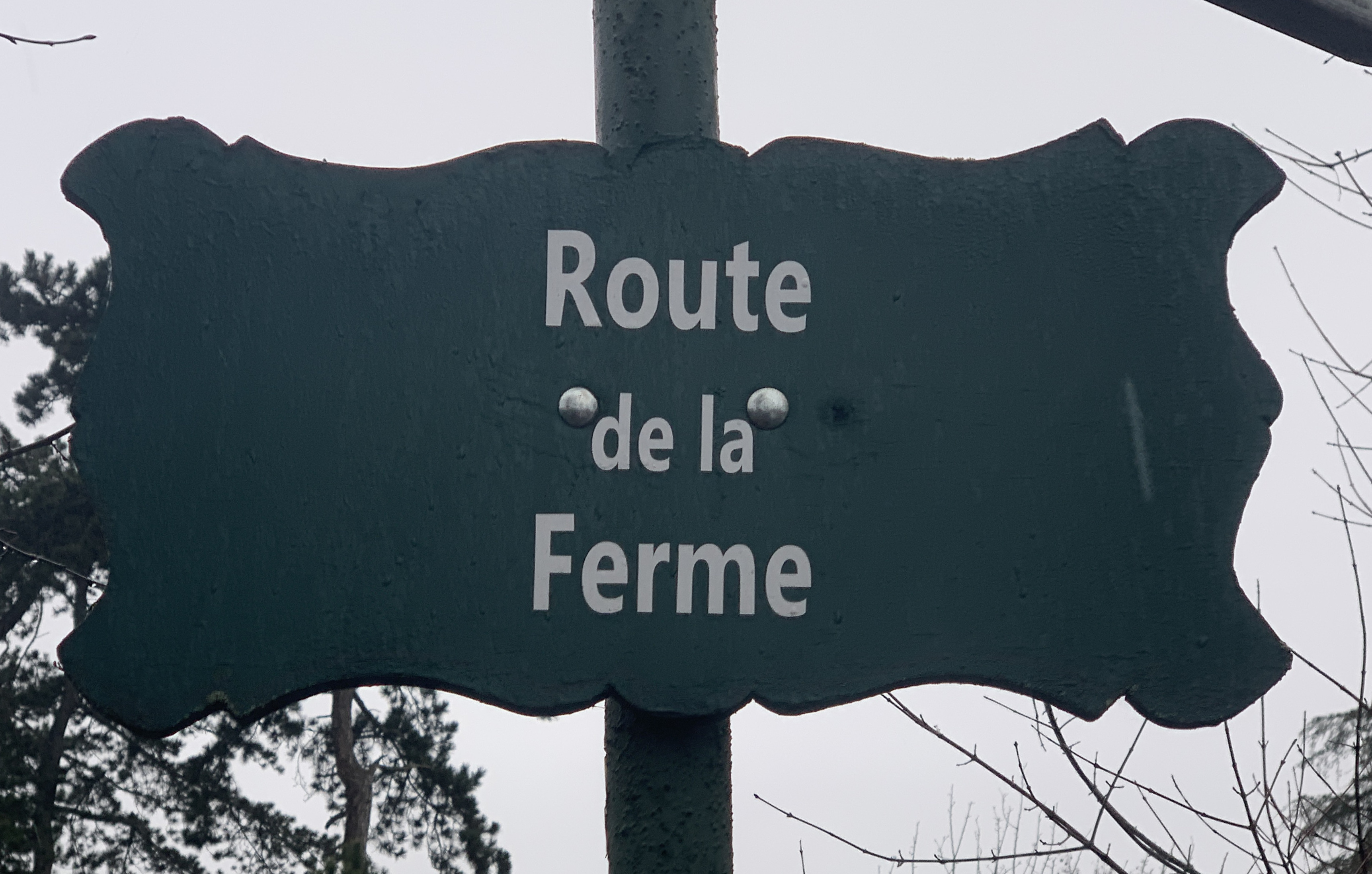
Plaque de la route.

Elle est ainsi nommée parc qu'elle conduit à la ferme de la Faisanderie créée en 1855, actuelle école du Breuil.

## Historique
La route correspond sur sa plus grande partie, du carrefour de Beauté aux tribunes de l'hippodrome de Vincennes, au tracé  d'une allée du réseau de voies forestières du réseau tracé de 1731 à 1739 sur le projet de Robert de Cotte à l'intérieur du bois de Vincennes. 
L'allée a été transformée en route dans le prolongement de la route de la Tourelle vers 1860 lors de l'aménagement du bois de Vincennes en parc public par Adolphe Alphand.